# NGC 4283
NGC 4283 é uma galáxia elíptica (E) localizada na direcção da constelação de Coma Berenices. Possui uma declinação de +29° 18' 39" e uma ascensão recta de 12 horas, 20 minutos e 20,6 segundos.
A galáxia NGC 4283 foi descoberta em 13 de Março de 1785 por William Herschel.